# M.S.406

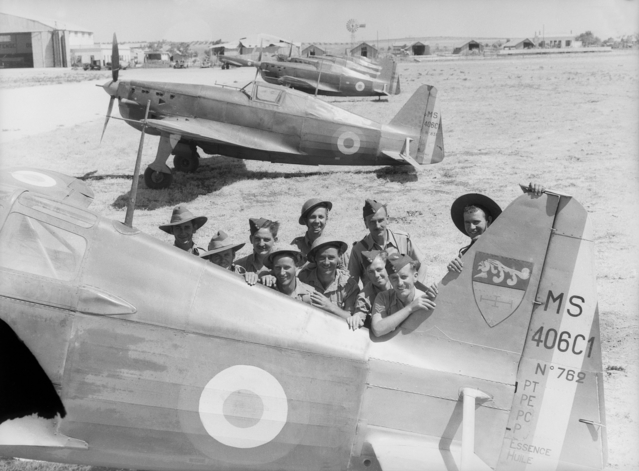
一群澳洲部隊士兵於1941年七月在敘利亞阿勒坡與維琪法國空軍I/7驅逐(戰鬥)機大隊遺留的MS.406C1戰鬥機合影。

法國莫朗埃·索尼埃 M.S.406戰鬥機是法國於第二次世界大戰時生產的單翼戰鬥機，乃法國空軍當時最多的戰鬥機。
莫朗埃·索尼埃飛機公司，開發MS 406的是回應了法國空軍三十年代中規劃現代化，並取代同廠的舊機MS.225戰鬥機，法國空軍約接收了約1,000多架戰機。面對德軍的戰鬥機如Bf 109E，MS 406在數目及性能上都佔劣勢，更因為僅有擊落175架敵機，而已損失400多架的差勁戰果而負評。
但實際德國檢討其實MS 406的損失，近半是在地上被偷襲時炸毀，或者法國空軍降伏時不忍交出武器而自行損毀的。
而實際上當時本機還有被輸出海外的瑞士和芬蘭等，而在法國戰役後殘存的本機由維希法國和納粹德國等軸心國繼續使用，但在法國境內維希政府把資源轉投向繼續生產較新的地瓦丁的D.520。

## 識別特徵與結構
為一下單翼螺旋槳單座戰鬥機，有封閉的座艙和收放式起落架，使用液冷式活塞發動機，冷卻器於機頭下方。機體由木頭與鋼骨和帆布構成，唯前機體硬殼式金屬機身。機炮是在螺旋槳中軸，兩挺機槍在翼中。

Morane-Saulnier MS 406 C1

## 使用國
- 法國空軍(Armée de l'Air)
- 維希法國空軍(Armée de l'air de Vichy)
- 納粹德國空軍(Luftwaffe)
- 芬蘭空軍
- 瑞士空軍